# Too Hot to Handle (1960)
Too Hot to Handle is een Britse misdaadfilm uit 1960 onder regie van Terence Young. 

## Verhaal
Een cafézangeres is in trek bij de mannen in de nachtclub. Ze maakt misbruik van haar charmes. Dan komt ze echter de verkeerde man tegen.

## Rolverdeling
| Acteur           | Personage         |
| ---------------- | ----------------- |
| Jayne Mansfield  | Midnight Franklin |
| Leo Genn         | Johnny Solo       |
| Karlheinz Böhm   | Robert Jouvel     |
| Christopher Lee  | Novak             |
| Danik Patisson   | Lilliane Decker   |
| Patrick Holt     | Inspecteur West   |
| Kai Fischer      | Cynthia           |
| Barbara Windsor  | Ponytail          |
| Penny Morrell    | Terry             |
| Katherine Keeton | Melody            |
| Susan Denny      | Marjorie          |
| Judith Bruce     | Maureen           |
| Elizabeth Wilson | Jacki             |
| Shari Kahn       | Jungle            |
| Sheldon Lawrence | Diamonds Dielli   |